# Albert Bernhard Frank
Albert Bernhard Frank (Dresda, 17 gennaio 1839 – Berlino, 27 settembre 1900) è stato un biologo tedesco.
Il lavoro di Frank si concentrò sulla fisiologia, la patologia e la biologia delle piante, approfondendo in particolare la simbiosi nei licheni e la simbiosi nelle radici. Frank fu il coniatore, nel 1877, del termine simbiosi, nel 1885,  del termine mycorrhiza e, nel 1889, del termine micoplasma. Il genere di batteri Frankia e la famiglia Frankiaceae sono state così denominate in suo onore.

## Opere principali
- Pflanzenkrankheiten (1881).